# Henry S. Thibodaux
Henry Schuyler Thibodaux, född 1769 i Albany, New York, död 24 oktober 1827 i Terrebonne Parish, Louisiana, var en amerikansk politiker (nationalrepublikan). Han var Louisianas guvernör från november till december 1824.
Thibodaux gifte sig med Félicité Bonvillian och paret fick tre barn. Han gifte om sig efter Felicités död med Brigitte Bélanger. I det andra äktenskapet blev han far till ytterligare fem barn. Thibodaux var ledamot av Louisianas senat 1812–1824. Guvernör Thomas B. Robertson avgick 1824 och Thibodaux fick inneha ämbetet i en månad i och med att han vid den tidpunkten var talman i delstatens senat. Louisiana hade inget viceguvernörsämbete på den tiden. Henry Johnson, segraren i 1824 års guvernörsval, efterträdde sedan Thibodaux som guvernör.
Thibodaux avled 1827 och gravsattes på Halfway Cemetery i närheten av Houma. Orten Thibodaux har fått sitt namn efter Henry S. Thibodaux.